# Scopula campbelli
Scopula campbelli är en fjärilsart som beskrevs av Louis Beethoven Prout 1920. Scopula campbelli ingår i släktet Scopula och familjen mätare. Inga underarter finns listade.